# 鄭和
鄭 和（てい わ、拼音: Zhèng Hé, 宣光元年8月14日（1371年9月23日） - 宣徳9年（1434年）頃）は、明代の宦官、武将、航海者。
軍功を挙げて永楽帝に重用され、南海への計7度の大航海の指揮を委ねられた。その船団は東南アジア、インド、セイロン島からアラビア半島、アフリカにまで航海し、最遠でアフリカ東海岸のマリンディ（現在のケニア）まで到達した。本姓は馬、初名は三保（三宝）で、宦官の最高位である太監だったことから、中国では三保太監あるいは三宝太監の通称で知られる。

## 前半生

### 生い立ち
宣光元年（1371年）に中慶路昆陽州宝山郷（現在の雲南省昆明市晋寧区）でムスリム（イスラム教徒）の次男として生まれた。姓の「馬」はサイイド（預言者ムハンマドの子孫）であることを示し、滇陽侯であった父の名は「米里金」とされるが「馬哈只（ハッジ）」として知られていた。鄭和は、チンギス・ハーンの中央アジア遠征のときモンゴル帝国に帰順し、元の世祖の治世に雲南平章政事として雲南の発展に尽力した色目人、サイイド・アジャッル・シャムスッディーン・ウマル（賽典赤）の来孫、成宗の治世に中書平章政事を務めたサイイド・アジャッル・バヤンの曾孫に当たる。鄭和がムスリムの出だったことは、後に永楽帝が鄭和を航海の長として使おうと考えた理由の一つだと考えられる。

### 宦官・鄭和
馬三保が生まれた年には、既に漢地は洪武帝の建てた明のほぼ支配下にあり、元は梁王国の拠る雲南など数か所で勢力を保つのみとなっていた。天元3年（1381年）、馬三保が10歳の時に明は雲南攻略の軍を起こし、翌天元4年（1382年）に梁王国は滅亡。父を殺された馬三保は捕らえられて去勢され、洪武16年（1383年）頃に燕王朱棣（後の永楽帝）に12歳で宦官として献上された。
洪武帝の没後に起きた靖難の変において馬三保は功績を挙げ、建文帝から帝位を奪取した朱棣（永楽帝）より宦官の最高職である太監に任じられた。さらに永楽2年（1404年）には鄭姓を下賜され、以後は鄭和と名乗るようになった。

## 大航海の計画

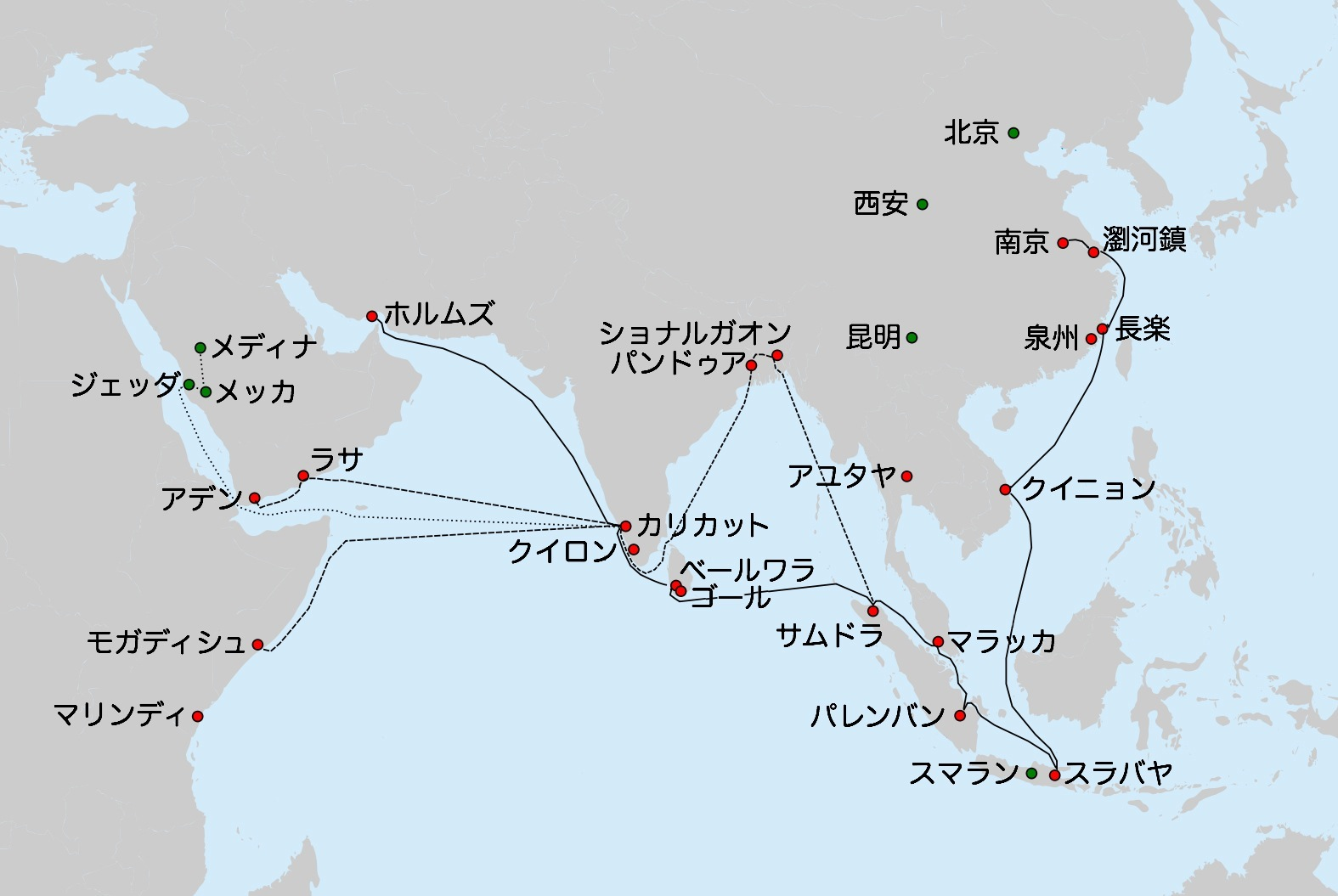
鄭和艦隊の進路

東アフリカで唐代の貨幣が出土していることから、この時期には既に東アフリカまでの航路があったと考えられている。宋代から元代にかけて、中国商人たちは東南アジア、南アジアの諸都市で活発な交易を行っていたが、明を建てた洪武帝は洪武4年（1371年）に「海禁令」を出し、外洋船の建造と民間船舶による他国との通商を禁じた。この海禁令は明を通じて守られ、これは永楽年間においても例外ではなかった。一方で永楽帝は洪武年間の消極的な対外政策の間隙を縫って、皇帝の座を奪取した悪名の埋め合わせのため周辺諸国への積極的な使節の派遣を行っており、この一環として大船団を南海諸国に派遣し朝貢関係の樹立と示威を行う計画が浮上した。

### 船団

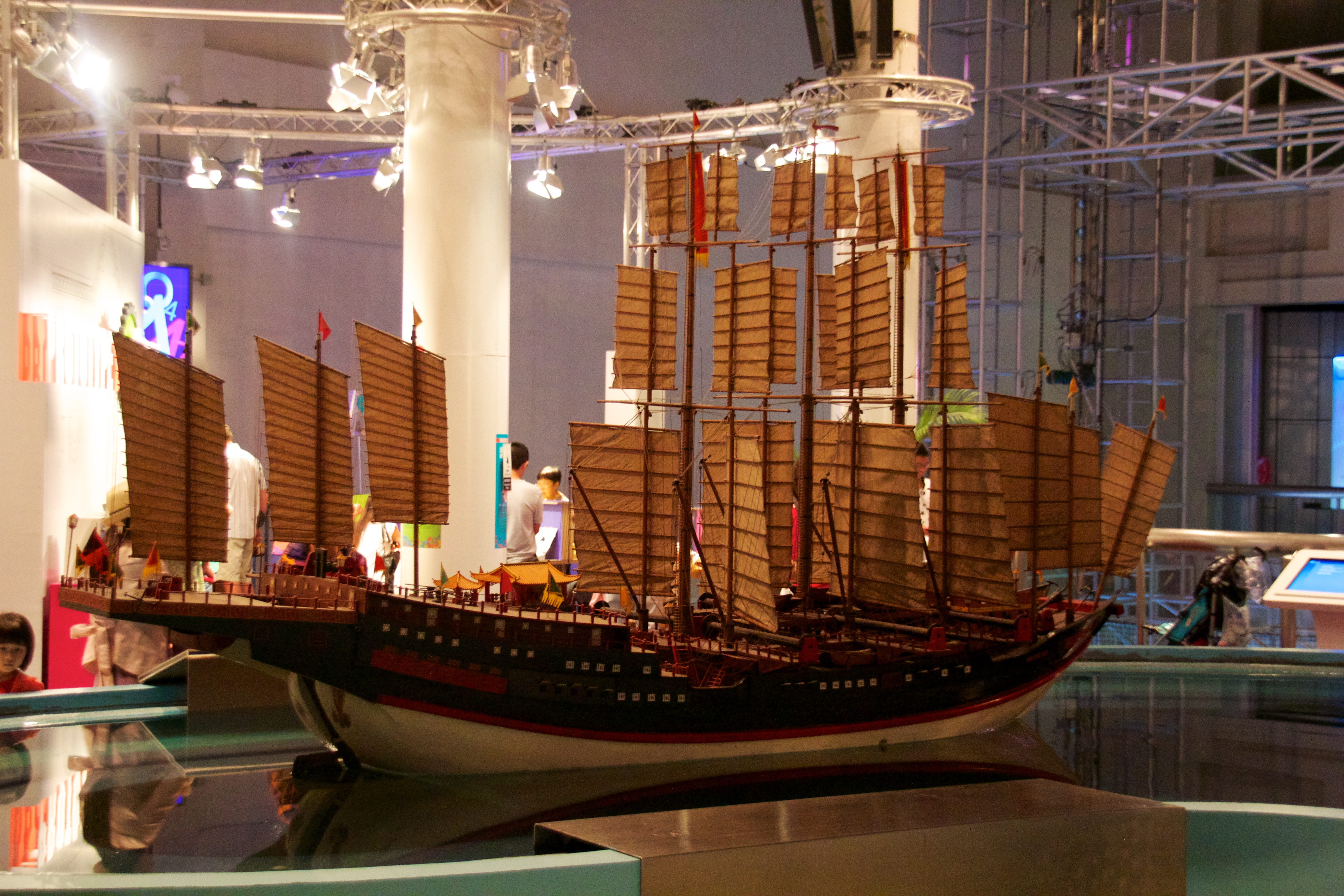
鄭和の宝船の模型

鄭和の指揮した船団の中で、最大の船は宝船（ほうせん）と呼ばれた。『明史』によれば長さ44丈（約137m）、幅18丈（約56m）、8,000t、マスト9本であり、小さく見積もっても長さは約61.2m、1,170ｔ、マスト6本という巨艦とも言われる。出土品や現代の検証から、全長50m前後という説もある。またこの他、給水艦や食糧艦、輸送艦も艦隊に加わっていたと推測されている。
艦隊の参加人員はどの航海においてもほぼ2万7000人前後となっており、正使、副使などの使節団を中心として、航海士や操舵手、水夫などの乗組員、指揮官を筆頭とした兵員、事務官や通訳などの実務官僚、医官など様々な職種からなっていた。
2006年9月に南京で全長63.25mの鄭和の宝船が復元された。

## 大航海の理由
なぜ永楽帝がこの大航海を企図したかには様々な説がある。その代表的なものは以下の通りである。
1. 靖難の変で行方不明となった建文帝が南海に逃亡した可能性があるため、それを捜索するためとする説。
2. 西のティムール朝の伸長を恐れた永楽帝が、ティムールの背後の勢力と結んで挟撃するためという説。
3. 洪武帝が滅ぼした張士誠の配下だった水軍勢力が反抗することを恐れて、これをまとめて南海に派遣したという説。

1の説はあり得なくはないが、主目的だったかには疑問がある。2の説についても、ティムールは第1次航海の年に死んでおり、ティムール個人の才覚に基づいたティムール朝はその没後、急速な分裂に向かっていた上、その後継者となったシャー・ルフらは明との友好路線を選択したためこれも理由とは考えづらい。3の説は朱元璋（洪武帝）が張士誠を破ってから長く時が経ち過ぎており、さらに張士誠の残党は当時の明の国力からしてまったく脅威となる存在ではなかったため、これも考えにくい。
他に考えられる理由としては、簒奪という手段で帝位についた永楽帝は国内の白眼視を払拭するために、他国からの朝貢を多く受け入れる儒教的な聖王を演出することによって自らの継承を正当化しようとしたという説もある。政治的な理由よりも、明の艦隊が南シナ海やインド洋における海上覇権を樹立することによって諸国の朝貢を促すことが主目的だったとする説もある。費信などの記録も見ても、諸国の物産や通商事情に関心が寄せられているのは経済的な動機を立証するものとする。しかし、明は海禁政策を採っており、貿易は朝貢貿易に限っていた。朝貢貿易においては中華王朝側は入貢してきた国に対して、貢物の数倍から数十倍にあたる下賜物を与えねばならず、朝貢を促すことが経済的な利益につながるわけではない。このため、単に経済の面だけ見た場合、貿易形態が朝貢である以上は、明にとってはむしろ不利益となる。
なお、上記の説とは別に、永楽年間の明は積極的な拡張政策を取っていた。永楽帝によるモンゴル高原への親征をはじめ、胡季犛が陳朝大越を簒奪して建てた胡朝大虞を認めず、永楽5年（1407年）に派兵して大虞を滅ぼし、安南を支配下に置いたのはその例である。また、こうした直接の軍事侵攻だけでなく、宦官を周辺諸国に派遣して朝貢を促すことも積極的に行われていた。チベット、ネパール、ベンガルといった西南諸国には侯顕が繰り返し派遣され、特にベンガルへの派遣においては海路が取られている。李達は東チャガタイ・ハン国やティムール朝に計4度派遣され、西域諸国との折衝にあたっていた。李興はシャムへと派遣され、女真人のイシハ（亦失哈）は軍とともに黒龍江地方へと派遣されてこの広大な地域を明の支配下に組み込んだ。鄭和の大航海も、この動きの一環としてとらえることができる。こうした周辺諸国への朝貢要請に、軍事遠征の要素もあるイシハや鄭和も含めてすべて宦官が用いられたことは、永楽帝の宦官重用を示す好例ともなっている。

## 鄭和の大航海

### 第1次航海（1405年-1407年）
永楽3年6月15日（1405年7月11日）、34歳の鄭和は永楽帝より諸国への航海と南海船団の指揮をとることを命じられ、その年の年末に第1次航海へと出発した。『明史』によればその航海は下西洋（西洋下り）と呼ばれる。船団は、全長42丈（約131m）余の大船62隻、乗組員総数2万7800名余りからなる大艦隊だった。
蘇州府太倉州から出発した船団は福州府長楽県→シュリー・ヴィナーヤ（チャンパ、現在のビンディン省クイニョン）→スラバヤ（マジャパヒト王国、現在の東ジャワ州）→パレンバン→マラッカ→アル（現在の北スマトラ州）→サムドラ・パサイ王国（サマトラ、現在のアチェ州北部）→セイロンという航路をたどり、永楽5年（1407年）初めにコーリコードへと到達した。
マジャパヒトに滞在中、宮廷は東王宮と西王宮に分かれており鄭和たちは内戦（パルグルグ戦争）に巻き込まれた。東王宮に滞在していた鄭和の部下が西王宮の襲撃時に死亡したため、鄭和が抗議し、西王宮に賠償金の支払いを約束させた。マラッカ海峡に近いスマトラ島のパレンバン寄港中には、同地における華僑間の勢力争いに巻き込まれた。当時パレンバンには梁道明およびその後継者である施進卿と陳祖義の2派の有力華僑が存在し、抗争を続けていた。施進卿派は鄭和と協力関係を結び、陳祖義を牽制したが、これに対し陳祖義は鄭和艦隊を攻撃したものの大敗し、捕らえられた陳祖義は南京まで連行され、審議の上斬首された。一方、施進卿は朝貢を約して明から官位を与えられ、パレンバンは明の影響下に置かれることとなった。
この航海により、それまで明と交流がなかった東南アジア諸国が続々と明へと朝貢へやってくるようになった。中でも朝貢に積極的だったのがパラメスワラ治下で建国間もないマラッカ王国であった。マラッカはこの後も鄭和の艦隊がやってくるたびに朝貢を行い、北のアユタヤ王朝の南進を阻んだ。こうしてマラッカは鄭和の影響力を背景に力を蓄え、明から艦隊が派遣されなくなる頃には地域強国として自立を果たし、東西貿易の中継港として発展した。

### 第2次航海（1407年-1409年）
永楽5年（1407年）9月に帰国後、38歳の鄭和にすぐに再出発の命令が出され、年末には第2次航海へと出発した。艦隊はまずシュリー・ヴィナーヤへ寄港し、インドラ・ヴァルマン6世の迎えを受けた。シュリー・ヴィナーヤでいったん艦隊を分割し、本隊はマジャパヒト（現在のスラバヤ）へ直行する一方、分隊がアユタヤを訪問したのち再集結し、コーリコードおよびコーチへ至った。帰路の途中の永楽7年2月1日（1409年2月15日）、セイロン島のガレに漢文・タミル語・ペルシア語の3カ国語で書かれた石碑を建てている。その後同じ経路を通り、永楽7年（1409年）夏に明に帰還している。

### 第3次航海（1409年-1411年）
鄭和帰着時には次回航海の準備は完全に整っており、同年9月には鄭和は第3次航海へと出発した。今度もほぼ同じ航路でコーリコードに到達した。帰路のセイロン（ガンポラ王国、現在のコーッテ）でガンポラ王ヴィジャヤバーフ6世が鄭和の船団に積んである宝を強奪しようと攻撃してきたため鄭和は反撃し（明・コーッテ戦争）、ヴィジャヤバーフ6世とその家族を虜にして明へと連れ帰り、永楽9年（1411年）7月に帰国した。王の権威が失墜したセイロンでは、ガンポラからコーッテ王国へと政権が移った。

### 第4次航海（1413年-1415年）

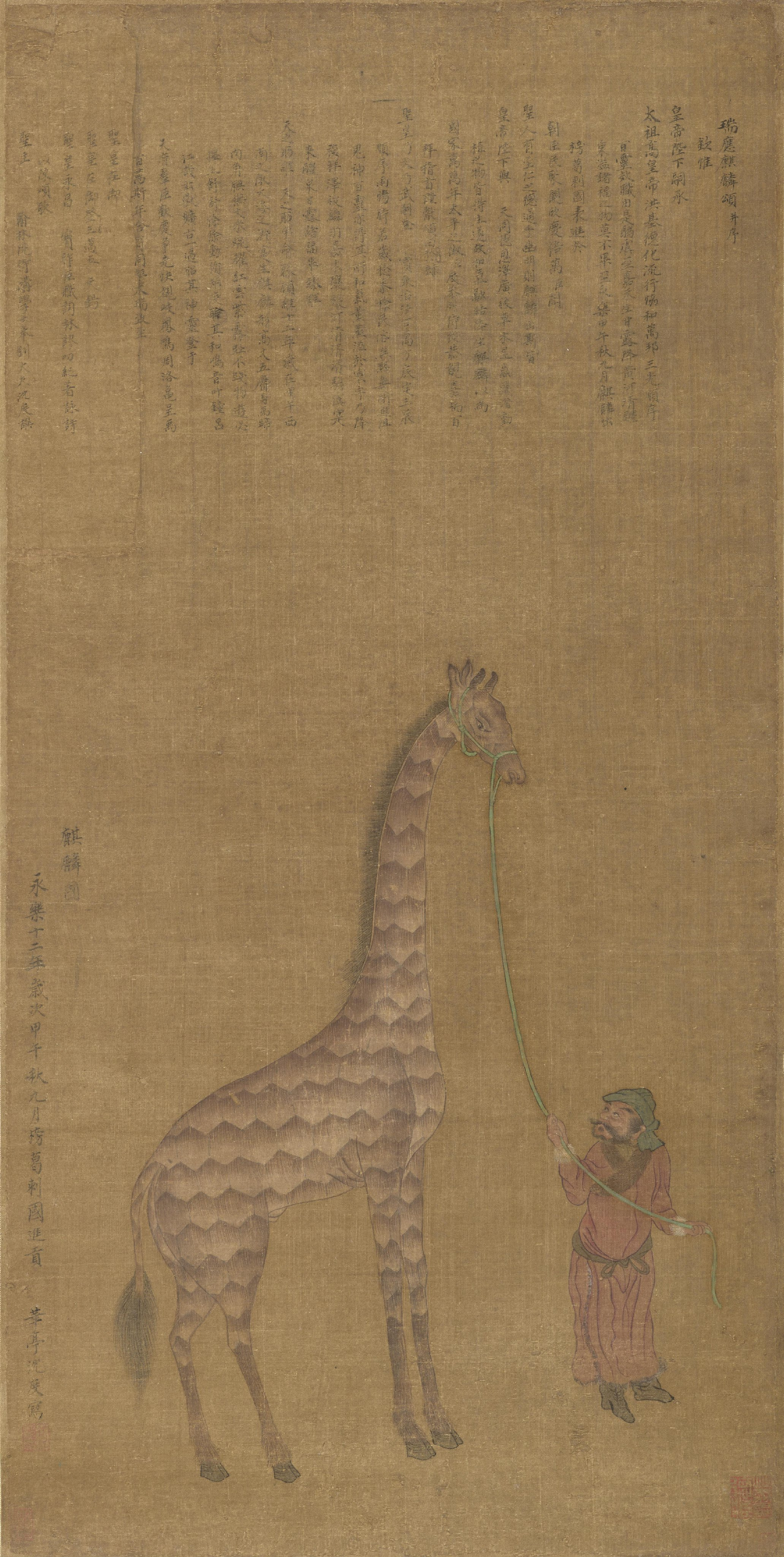
ベンガルから進貢されたキリン（『瑞応麒麟図』）

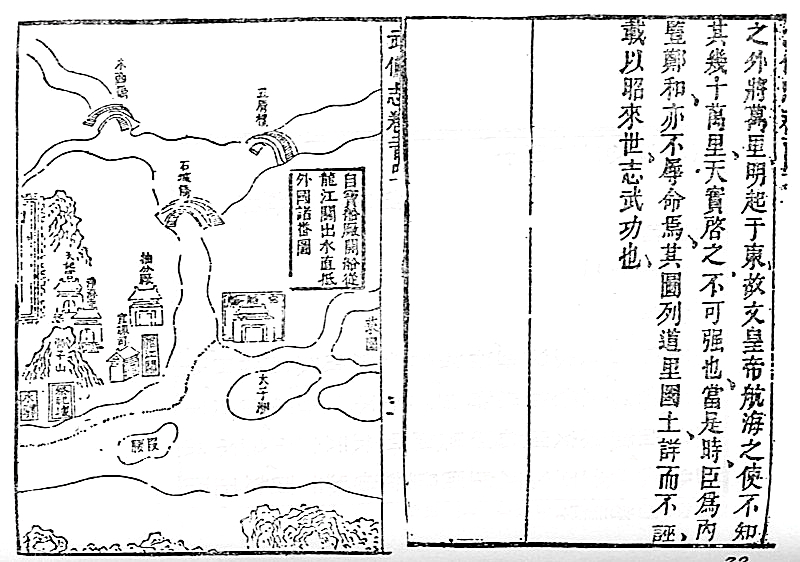
『武備志』に収められた「鄭和航海図」の1頁（1628年）

これまでの3度の航海の成功を受けて、永楽帝はコーリコードよりさらに遠方に船団を送ることを決定した。このため入念な準備が必要となり、それまでの航海が帰着後2カ月から3カ月程度で再度出発していたのに対し、第4次航海は帰着後1年半後に行われることとなった。この準備期間の間に鄭和は故郷の昆陽に戻って祖先の祭祀を行っている。また、その途中立ち寄った西安においてペルシア人通訳を雇っている。またこの航海に参加した馬歓により、後に『瀛涯勝覧（えいがいしょうらん）』が編まれることとなった。
永楽11年（1413年）冬に出航した鄭和艦隊はコーリコードへ至るまではそれまでとほぼ同じ航路を取り、そこから本隊はさらに西へ航海してペルシア湾岸のホルムズに到着した。ここで鄭和は外交と通商を行った後に同一経路をたどって帰路につき、永楽13年（1415年）7月に帰国した。一方スマトラで分かれた分遣隊はさらに西へと向かってモルディブに到着し、さらにインド洋をまっすぐ横断してアフリカ東岸のモガディシオへと到着した。さらに分隊は南進し、ブラバ、ジューブ（現在のジュバランド）といったスワヒリ都市を経由してスワヒリ文明の中心都市の一つだったマリンディ（現在のケニア）にまで到達した。ここで分隊は北へと転じ、ラスール朝の統治下にあったアラビア半島南部のアデンに向かい、そこからラサ（現在のムカッラー周辺）やドファールといったアラビア半島南岸の港湾都市を経由してホルムズに到着し、そこから往路を通って明へと帰着した。分隊の帰着は本隊よりも1年遅れ、永楽14年（1416年）の夏となった。
帰路の途中、サムドラ・パサイで、反逆者セカンダルに王位を簒奪されていた現地の王ザイン・アル＝アビディンの要請を受け、鄭和は兵を使ってセカンダルを捕らえてザイン・アル＝アビディンに王位を取り戻させた。
明代以前、中国商人の活動範囲の西限は慣例的にインドのマラバール海岸にある交易港クーラム・マライ（コッラム）とされていたが、この第4次航海以降、ホルムズを主な拠点としインド洋西海域に進出するようになった。

### 第5次航海（1417年-1419年）

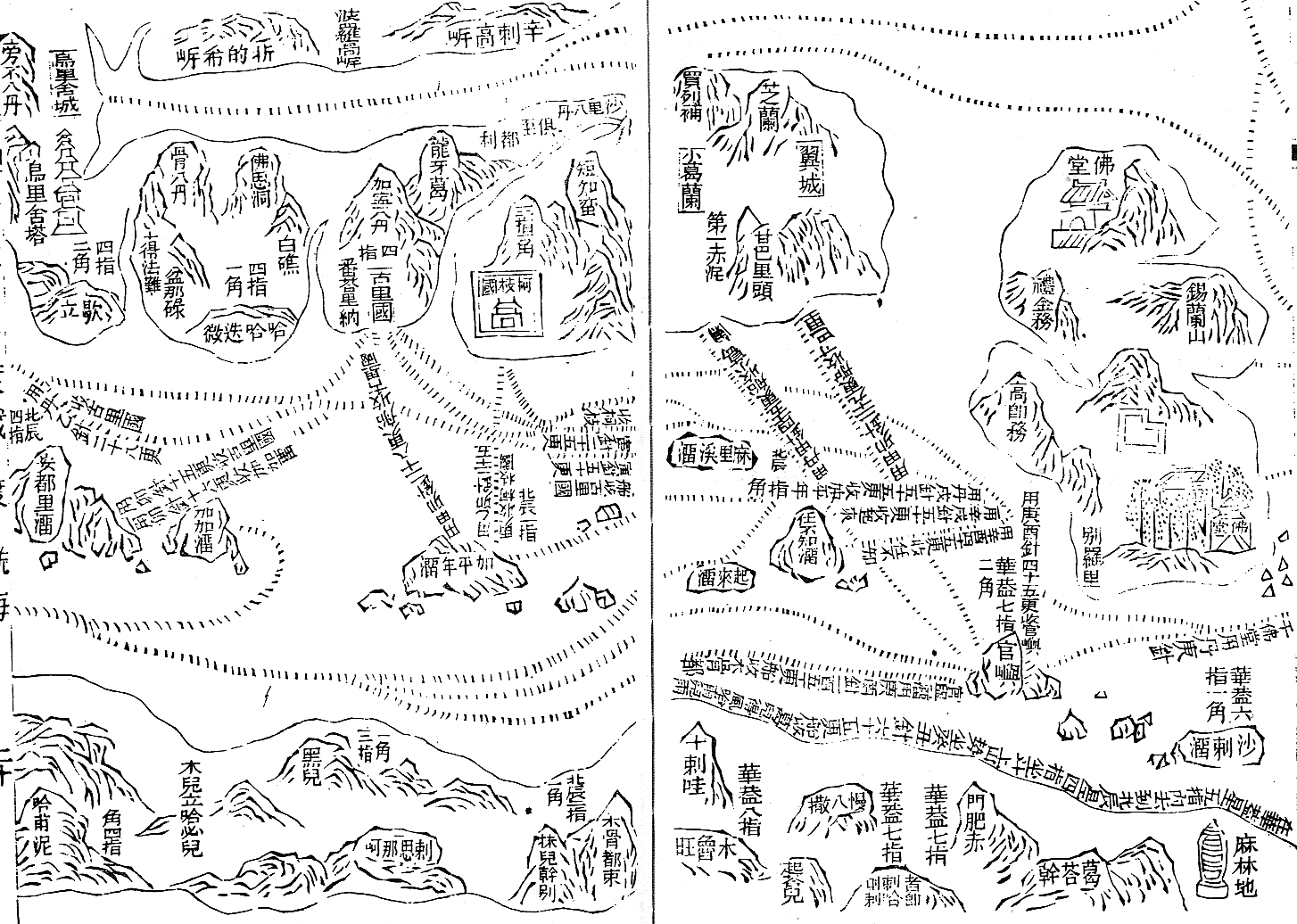
鄭和はインドから更に西進し、現在のスリランカからアフリカまで到達した。

5度目の航海は鄭和46歳、永楽15年（1417年）の冬に出発した。この艦隊には第4次航海の時の各国使節が乗船しており、各国へ彼らを送り届けることも任務の一つとなっていた。本隊は前回通りの経路を通って、セイロンから前回と同じくホルムズまで到達し、永楽17年（1419年）8月に帰国した。途中で分かれた分隊も前回と同様モルディブ諸島を経由しアフリカ東岸のマリンディまで到着し、アデンなどを経由して、本隊から一年遅い永楽18年（1420年）夏に帰国した。
この第5次航海のときに、ホルムズからライオンやヒョウ、ブラバからダチョウ、モガディシオからシマウマなどの珍しい動物を連れ帰っている。特に永楽帝を喜ばせたのはアデンから贈られたキリンであり、これは君主が仁政を行うときに現れる瑞獣「麒麟」として紹介されたからである（麒麟#麒麟とキリン）。

### 第6次航海（1421年-1422年）
6度目の航海は、永楽19年（1421年）2月になる。それまでとは異なり、朝貢に来訪していた各国の使節を送ることが主目的となっており、このため期間も短かった。今度もほぼ同じ航路を取って、帰国は永楽20年（1422年）8月だった。ただし、この航海で50歳の鄭和がどこまで行ったかについては論争があり、サムドラ・パサイまで鄭和が向かったことはほぼ確実とされているものの、そこで鄭和本人は引き返したとの説と、従来通りホルムズまで向かったとの説がある。いずれにせよ、前回同様分遣隊がスマトラで分かれ、モルディブ、アフリカ東岸、アデンを経由し、永楽21年（1423年）に明へと帰着した。またこの時、鄭和艦隊の一部はベンガルを訪れている。

### 航海の中断
永楽22年（1424年）、鄭和は明からパレンバンまでの短い航海を行った。パレンバンにおいては第1次航海の時に鄭和が介入して施進卿による体制が確立しており明との関係は良好だったが、施進卿の死後その息子と娘による後継者争いが勃発し、勝利した子の施済孫が地位の継承を明に求めたため、鄭和が使者となってその世襲を認めた。
鄭和は永楽22年（1424年）8月に明に帰着したが、その前月の7月に永楽帝は崩御しており、その後継者となった洪熙帝は民力休養を目指し、大規模な外征の中止を布告した。この布告の中には大航海の中止も含まれており、鄭和の航海はいったんここで止まることとなった。
帰着した鄭和は、副都となっていた南京の守備太監に洪熙元年（1425年）に任じられた。同年に洪熙帝は在位わずか1年で崩じたものの、永楽年間末期の北京への遷都や度重なる軍事遠征によって明の財政は悪化しており、航海は中断されたままとなっていた。宣徳3年（1428年）には洪熙帝の子の宣徳帝によって、鄭和は南京にある大報恩寺の修復を命じられ、壮大な伽藍を建設した。大報恩寺は南京の奇観として長くランドマークとなっていたものの、太平天国の乱期の咸豊6年（1856年）に焼失し、2015年12月16日に再建された。

### 第7次航海（1430年-1433年）
宣徳年間に国力の回復が進むと、宣徳5年（1430年）に宣徳帝は7度目の航海を計画し、鄭和にその指揮を命じた。9年ぶりの艦隊派遣であり、既に鄭和は60歳の老齢だったが、彼に代わる人材はいなかった。出発は宣徳6年（1431年）12月で、前6回と同じくシュリー・ヴィナーヤ、スラバヤ、パレンバン、マラッカ、サムドラ・パサイと寄港していき、ここで本隊と分遣隊に分かれた。本隊は前回同様セイロンとコーリコードを経由し、宣徳7年（1432年）12月にホルムズに到着し、50日間滞在してから往路の逆をたどって宣徳8年（1433年）6月に帰国した。一方分遣隊も前回同様モルディブ経由で東アフリカ、南アラビアの諸港を巡り帰国の途に就いた。またこの時はコーリコードで本隊からさらに馬歓らを含む一隊が分派され、イスラム教の聖地メッカに至ったという。この一隊はホルムズで本隊と合流して帰国した。

## 最期
第7次航海から帰国後ほどなくして、鄭和は死去した。おそらく宣徳8年（1433年）から宣徳9年（1434年）頃と考えられている。遺体は南京の牛首山に葬られ、その墓は現在でも南京市江寧区に鄭和墓として残っている。

## 航海の意義と影響
第1次から第3次の航海に関しては、いくつか変更された場合があるものの、基本的には明出航後にシュリー・ヴィナーヤ、スラバヤ、パレンバン、マラッカ、サムドラ・パサイ、セイロン、コーリコードといった一定の経路を往復する形を取っている。これは中国商船の往来が頻繁であった海域内であり、この海域を巨大な鄭和艦隊が頻繁に往来することは、海禁政策によって明の影響力が低下していたこれらの地域に、改めて明の国威を示し国際秩序を再構築するとともに、私貿易を抑制して朝貢貿易を盛んにする目的を持っていた。第1次航海の際にこの経路の要衝であるパレンバンにおいて陳祖義を討伐し施進卿に官位を与えたことなどは、これをよく表している。
それに対して、第4次以降はコーリコードまではほぼ同じ経路をたどっているが、そこからさらに遠方へと艦隊を進出させている。これはそれまでの中国商人の交易範囲の限界点であったコーリコードなどのインド西海岸を越え、より遠方の、イスラム商人の海域であるインド洋やアラビア海をも朝貢の範囲内に組み入れようとしたことを示している。この航海では本隊はペルシアのホルムズに到達し、分遣隊はアラビア半島やアフリカ東海岸にまで到達しており、膨大な地理情報を明にもたらした。ただし中国人にとって馴染みのないこの海域は季節風貿易が紀元前後から行われ、イスラム商人による貿易網が既に確立されており、それ以前の中国にも断片的な情報は届いていた。鄭和艦隊の派遣はこの経路に初めて直接的に参入し、既存の貿易網に沿って政治的な影響力を及ぼそうとする試みだった。
また、鄭和の航海はいずれも年末に明本土を出港し、夏頃に明に帰着する行程となっているが、これは南シナ海に吹く季節風を考慮したものであり、当時明から東南アジア方面に向かう商船はどの船も同様の行程で航海を行っていた。
鄭和艦隊は後のヨーロッパ人による大航海時代とは対照的に、基本的には平和的な修好と通商を目的とし、到着した土地で軍事行動を起こすことは少なかったが、艦隊には多数の兵員が乗船しており、泊地で攻撃を受けたり現地の勢力争いに巻き込まれた場合、軍事行動に出ることもあった。第1次航海時のマジャパヒト王国における内乱や、同じくパレンバンにおける施進卿と陳祖義の争いへの介入、第3次航海時のガンポラとの戦争、第4次航海時のサムドラ・パサイの内紛への介入などがその例である。

## 死後

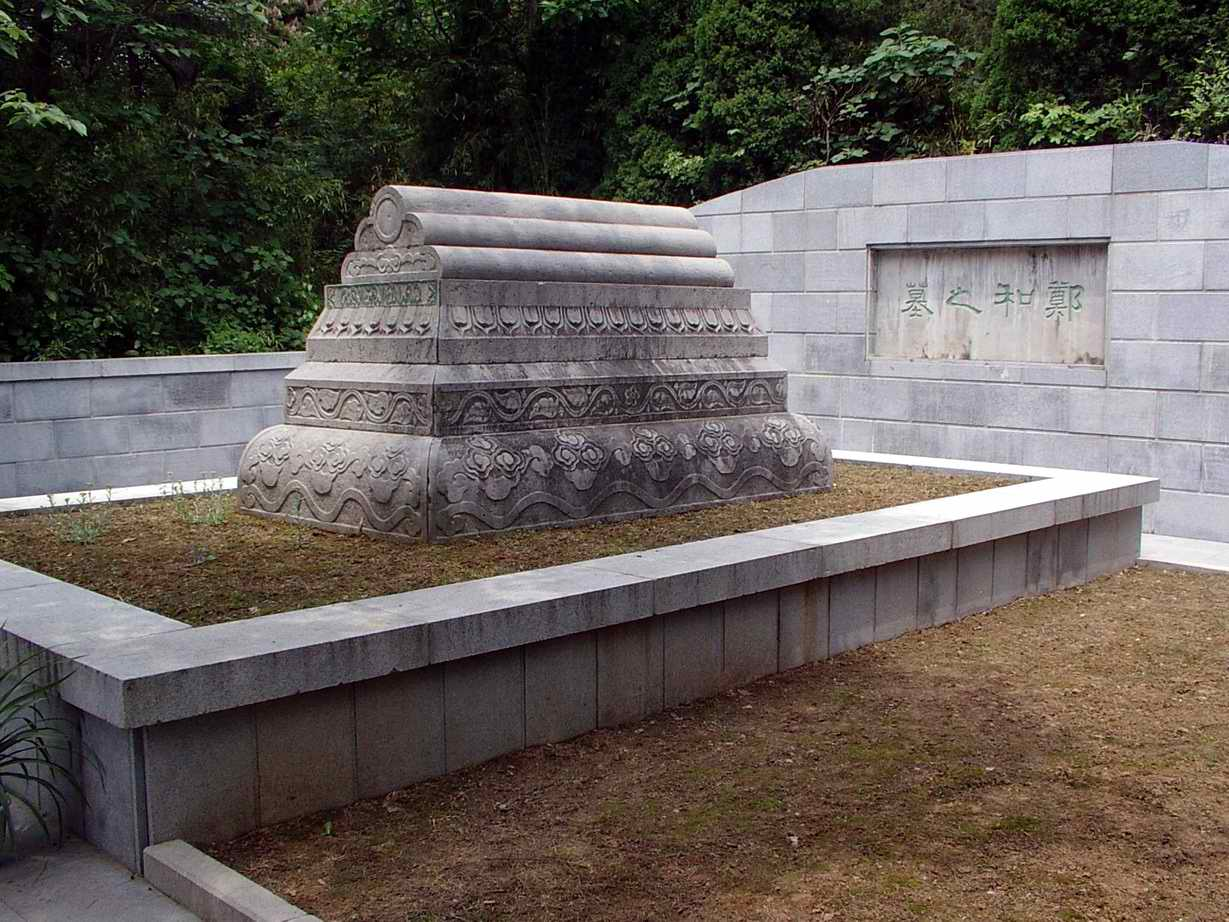
鄭和の墓（南京市江寧区牛首山）

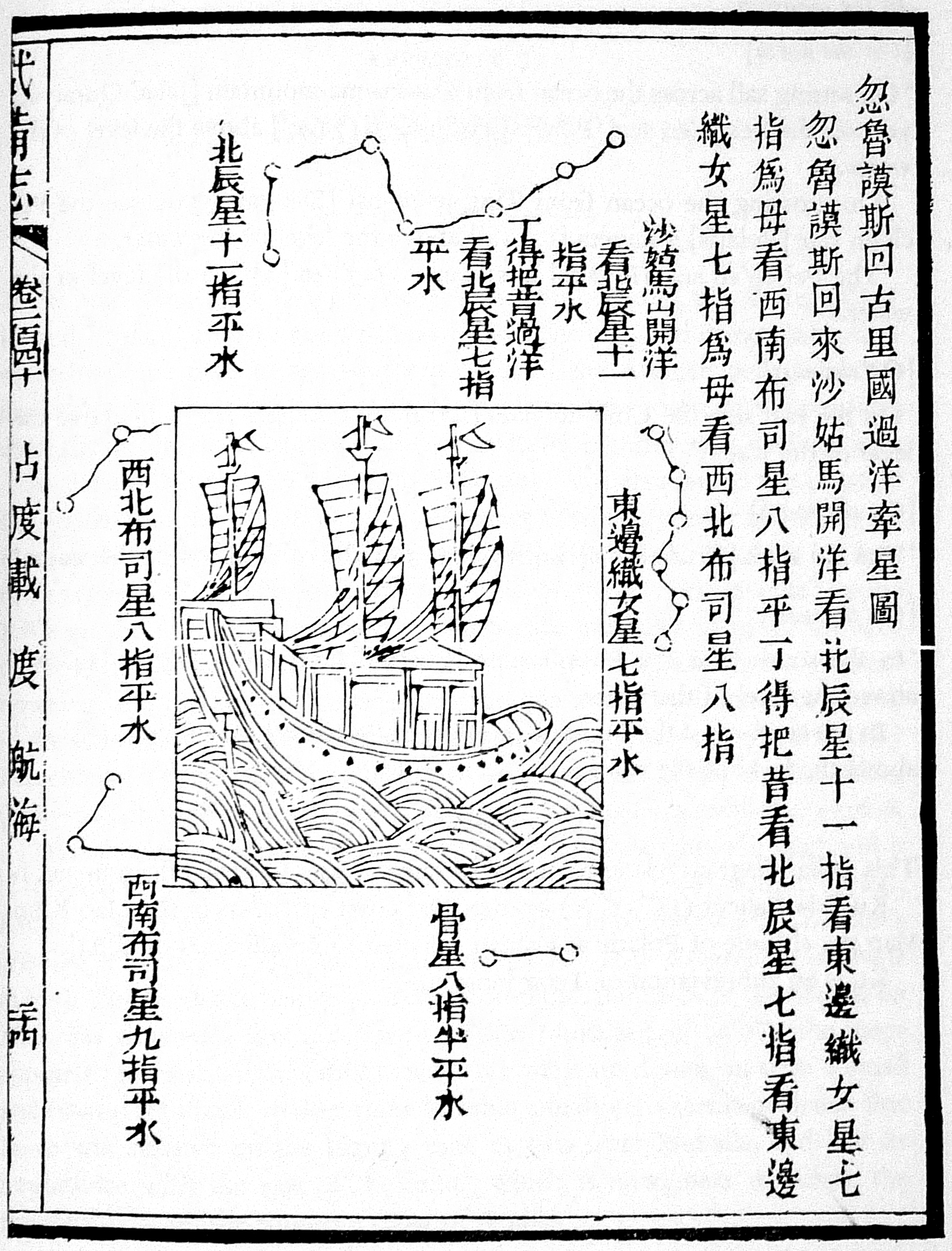
『武備志』に収められた鄭和のホルムズ海峡からコーリコードへの航海誌（1430年）

鄭和の死の翌年、宣徳10年（1435年）に宣徳帝が崩御すると明は再び内向的になり、国力も衰退に向かって航海は行われなくなった。第7次航海で諸国から来航した使節たちは帰国の途を失って明の地で虚しく3年を過ごし、正統元年（1436年）にマジャパヒト使節の船に便乗して帰国することとなったが、途中で遭難して56名の死者を出した。天順元年（1457年）には天順帝によって再度の航海が計画されたが、廷臣の反対に遭って断念している。また成化年間にも「再び大航海を」という声が上がったが、航海に要する莫大な費用と儒教的倫理観から官僚の反対に遭い、沙汰止みとなった。
鄭和の大航海の記録は、第4次航海と第7次航海に同行した馬歓の『瀛涯勝覧』や費信の『星槎勝覧』、鞏珍の『西洋番国志』などによって現在に残され、この時代の東南アジアを知るための非常に貴重な資料となっている。
これらは民撰のもので、鄭和の航海の公式記録は「鄭和出使水程」として編纂され、宮中の資料庫に保管された。これは船団の編成、名簿、航海日誌、会計などの記録を網羅した膨大なものだったといわれる。しかし数十年後に成化帝が調査させたところ、そっくり紛失しており、その理由は現在も謎となっている。一説には、航海に要する経費が民を苦しめ国を衰退させることを憂慮した劉大夏によって、今後の大航海の準備資料とされないよう密かに持ち出されて焼却されたともいう。しかし鄭和艦隊の使用した海図の一部は民間に流出しており、その海図は天啓元年（1621年）に茅元儀の著した『武備志』に収録され現代まで伝えられている。
上述した通り、大航海そのものの経費に限らず、朝貢貿易において明は多額の出費を必要とした。永楽年間以後の明は財政緊縮の観点から朝貢貿易に制限・制約を加え、結果として朝貢国は激減している。またこれに伴って、インド洋交易においてはそれまでの明船に代わりイスラムの商船隊が台頭してくるようになった。

## その他
鄭和を祀った寺院は華僑の多い東南アジアにいくつか存在し、中でもインドネシア中部ジャワ州のスマラン市にある寺院三保洞は観光名所として知られている。また、スラバヤには鄭和清真寺があり、当時の駐インドネシア中国大使であった盧樹民が揮毫を行っている。
鄭和は中国を代表する海の英雄であるため、艦船や島嶼などを中心にその名が付けられたものが多数存在する。1987年に就役した中国人民解放軍海軍の練習艦が「鄭和」と命名され、世界各国を親善訪問しており、日本にも2009年に江田島と呉市に寄港した。中華民国海軍でも、1994年に就役した成功級ミサイル・フリゲートの2番艦が「鄭和」と命名されている。また、周辺各国が領有権を主張している南沙諸島北部のティザード堆は、中国では「鄭和群礁」と呼ばれている。2008年に始まった中国人民解放軍海軍のソマリア沖への派遣は鄭和の西征以来600年ぶりの中国軍艦の遠征とされた。

## 登場作品

### ドラマ
- 「鄭和下西洋」(2009年、日本未公開、演：羅嘉良（中国語版）)
- 『大明皇妃 -Empress of the Ming-』(2019年、演：李泰（中国語版）)

## 参考文献

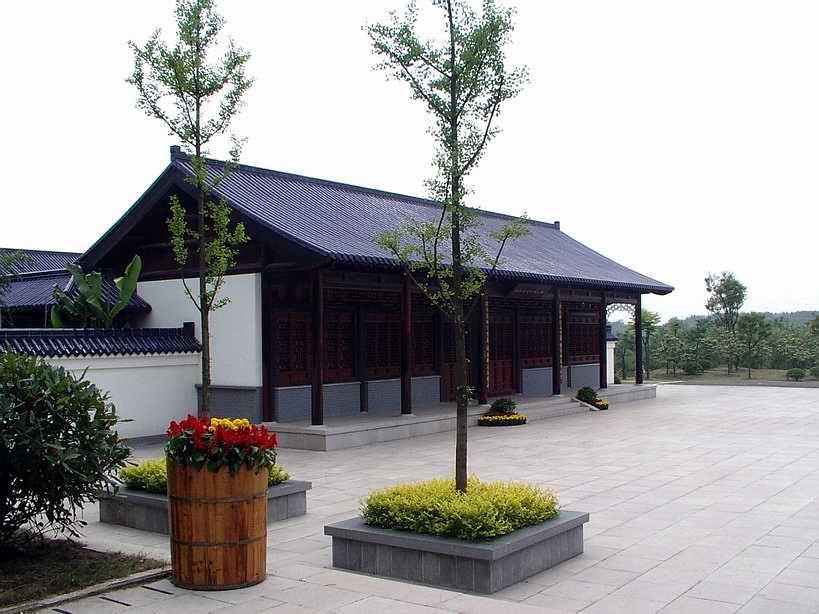
鄭和紀念館（南京市鼓楼区獅子山）

### 漫画
- 『海帝』(著：星野之宣)